# Bofferkrig
Bofferkrig är ett kampsportsevenemang där deltagarna utkämpar olika sorter slag med boffervapen. Bofferkrig innehåller ofta rollspelsaktiga element. Som fenomen är bofferkrig tämligen nytt. Det första större evenemanget har ordnats 2005.

## Definitionen av bofferkrig
Bofferkrig är nära besläktade med levande rollspel och innehåller mycket ofta rollspelselement. Huvudskillnaden mellan ett bofferkrig och slag i levande rollspel är att i bofferkrig har de flesta deltagarnas rollpersoner varken namn eller någon förhandsbestämd individuell rollbeskrivning. Evenemangen fokuserar huvudsakligen på krigföring och rollpersonernas individuella motiveringar och handlingar har mycket lite (om alls) betydelse för spelets slutresultat. Krigets vinnare meddelas i de flesta fall endast gruppvis.
Bofferkrig med historisk bakgrund har också vissa likheter med historiskt återskapande, men skiljer sig åt avsevärt på den punkten att resultatet i ett bofferkrig ingalunda är förutbestämt.

## Regler och utrustning
Kampreglerna varierar, men de liknar oftast dem som används lokalt i levande rollspel och spelarna förväntas i regel själva räkna hur många slag de mottagit. Eftersom deltagarnas motiv i bofferkrig är att vinna blir slagen i många fall något mer hetsiga än vid levande rollspel. Därför är det i de flesta bofferkrigen absolut förbjudet att använda vapen som ens misstänks för att i normalbruk vara kapabla att orsaka skador på en spelare. I vissa bofferkrig är det också förbjudet att rikta slag mot huvudet.
Vid de flesta bofferkrig används silvertejpsvapen som tillverkats specifikt för detta bruk. Bofferkrigsvapen brukar vara mer robusta och kortare än de vapen som används i vanliga levande rollspel eftersom fokus i deras konstruktion snarare ligger i säkerhet och hållbarhet än imponerande utseende. Latexvapen är i regel förbjudna på grund av sin ringa hållbarhet.
Många spelare bär också någon form av rustning som ger en begränsad immunitet mot ett visst antal slag. Reglernas detaljer varierar evenemangen emellan.
Bofferkrig utkämpas mellan två eller flera arméer, som i regel består av mindre grupper. Bofferkrigets vinnare avgörs genom att räkna ut poäng armé- och gruppvis utifrån resultaten av ett visst antal olika sorters slag. Poängsystemen varierar, men tar ofta i beaktande följande detaljer:
- Huruvida armén lyckats slutföra det angivna uppdraget
- Antalet överlevande trupper
- Antalet stulna vapenflaggor, ifall dessa används för att identifiera arméer och grupper
- Klagomål på grund av osportsligt beteende

Slagen kan tillfälligt avbrytas med ett stoppord ("Hold!" "Stopp!" eller dylikt) ifall det verkar som om någon är i fara att bli skadad, till exempel bli trampad. Då spelaren hör ropet bör man gå ner på knä och upprepa stoppordet tills alla står stilla.

## Större bofferkrigsevenemang
Geografiskt sett är bofferkrig i större utsträckning tills vidare begränsat till Finland och Estland.
- Sotahuuto[6][7] ("Stridsrop") är ett finskt bofferkrigsevenemang som har anordnats på olika håll i Finland sedan 2005[1]. Temat i Sotahuuto är i regel nordeuropeiska medeltida konflikter. Evenemanget har vuxit kraftigt sedan dess början 2005. 2008 deltog cirka 500 deltagare, fler än dubbelt så många som 2005, då cirka 220 personer deltog.
- Nordic Equinox[8] är ett estniskt bofferkrig med starka rollspelselement. Slagen utkämpas i en psudomedeltida fantasyvärld[9].
- Lagturneringen [10] vid den finska rollspelsmässan Ropecon kan också anses vara ett viktigt bofferkrigsevenemang.